# Lászlóffy Réka
Lászlóffy Réka (Kolozsvár, 1978. július 7.) erdélyi magyar zongorista, zongoratanár, egyetemi oktató. Lászlóffy Csaba leánya, Lászlóffy Zsolt testvére.

## Életpályája
2001-ben elvégezte a kolozsvári Gheorghe Dima Zenekonzervatórium zongora szakát. 2000–2009 között tanított a kolozsvári zeneiskolában, 2007–2011 között tanársegéd, majd 2011-től adjunktus a nagyváradi Partiumi Keresztény Egyetemen. 2010-ben doktori címet szerzett.

## Munkássága
Szakterülete az oktatásban a zongora, kamarazene, korrepetíció, kutatásban romantikus kamarazene, klarinét-zongora szonáták. Több mesterkurzuson vett részt. Több egyéni és közös fellépése volt.
Szakcikkeiből:
- Orosz mesék zongorára. N. K. Medtner művei, Partiumi Egyetemi Szemle, Nagyvárad, 2007/2.
- A romantikus kamarazenei stílus sajátosságairól, 'Partiumi Egyetemi Szemle,  Nagyvárad, 2009/2.

## Versenyek és elismerések
- Előadói Verseny, Kolozsvár – I. díj, 1987.
- „Fiatal Tehetségek” Országos Előadói Verseny, Nagyvárad – I. díj 1990.
- Országos Előadói Diákolimpia, Temesvár – II. díj 1993,
- Országos Előadói Diákolimpia, Konstanca – dicséret (IV. helyezés) 1994.
- „Carl Filtsch” Nemzetközi Zongoraverseny, Nagyszeben  – II. díj, 1997.